# Sporty motorowodne na Letnich Igrzyskach Olimpijskich 1908
Wyniki zawodów w sportach motorowodnych na Letnich IO 1908.
Zawody odbyły się w dniach 28–29 sierpnia 1908 r., były to m.in. wyścigi łodzi sportowych, które startowały w teamach. Startowało 17 sportowców z 2 krajów (4 z Francji i 13 z Wlk. Brytanii).

## Rezultaty

### Klasa A – Open
| Lp. | Team          | Medal |
| --- | ------------- | ----- |
| 1   | Camille       |       |
| 2   | Nie przyznano |       |
| 3   | Nie przyznano |       |

### Klasa B – poniżej 60 stóp
| Lp. | Team          | Medal |
| --- | ------------- | ----- |
| 1   | Gyrinus       |       |
| 2   | Nie przyznano |       |
| 3   | Nie przyznano |       |

### Klasa C – 6,5–8 m
| Lp. | Team          | Medal |
| --- | ------------- | ----- |
| 1   | Gyrinus       |       |
| 2   | Nie przyznano |       |
| 3   | Nie przyznano |       |